# (21939) Kasmith
(21939) Kasmith (1999 VJ89) – planetoida z pasa głównego asteroid okrążająca Słońce w ciągu 4,98 lat w średniej odległości 2,92 j.a. Odkryta 4 listopada 1999 roku.